# Amoea chlorops
Amoea chlorops is een insect uit de familie van de vlinderhaften (Ascalaphidae), die tot de orde netvleugeligen (Neuroptera) behoort. 
Amoea chlorops is voor het eerst wetenschappelijk beschreven door Blanchard in Blanchard & Brullé in 1845.